# 이양호 (1959년)
이양호(李良鎬, 1959년 ~ )는 대한민국의 전직 공무원이었다. 본관은 경주이며, 경상북도 구미시(선산군) 출신이다.

## 학력
- 1972년 덕촌초등학교 졸업
- 1974년 선산중학교 2년 재학
- 1975년 경복중학교 졸업
- 1978년 영남고등학교 졸업
- 1982년 영남대학교 법정대학 행정학과 졸업 행정학사
- 1992년 태국 아시아공대 AIT(Asian Institute of Technology) 농식품공학과 졸업 이학석사
- 2005년 대한민국 국방대학교 안보대학원 졸업

## 경력
- 1982 제26회 행정고시 합격
- 1983.03 ~ 1984.03 총무처 수습사무관
- 1984~1995 농림수산부 국립농산물검사소ㆍ유통경제통계담당관실ㆍ농업정책과ㆍ통상협력과ㆍ축산정책과 사무관
- 1995 同축산정책과 서기관
- 1996.02 同무역진흥과장
- 1997.02 외교부 駐OECD대한민국대표부 1등서기관
- 2000.03 농림부 행정관리담당관, 투자심사담당관
- 2001 同협동조합과장
- 2003.06 ~ 2004.03 同기획예산담당관(부이사관)
- 2004.03 ~ 2004.12 同조직인사담당관
- 2004.12 ~ 2005.02 同투자융자평가통계관
- 2005.01 국방대학교 파견
- 2006.02 ~ 2007.01 농림부 홍보관리관
- 2007.01 ~ 2010.08 외교통상부 駐미국대한민국대사관 공사참사관
- 2010.08 ~ 2011.09 농림수산식품부 농업정책국장
- 2011.09 ~ 2012.02 同식품산업정책실장
- 2012.02 ~ 2013.03 同기획조정실장
- 2013.03 ~ 2016.08 제25대 농촌진흥청장(차관급)
- 2016.12 ~ 2017.12 제35대 한국마사회 회장
- 2019.03 ~ 2022.02 경북대학교 생태환경대학 초빙교수
- 2019.03 ~ 2020.02 금오공과대학교 산업대학원 제30기 최고경영자과정 수료
- 2020.10~ 2020.12 구미대학교 제16기 데일카네기 CEO과정 수
- 2022.01 ~ 2022.04 국민의힘 제20대 대통령 선거 선거대책본부 국민통합위원회 조직지원본부 지방자치위원장
- 2022.01 ~ 2022.04 국민의힘 제20대 대통령 선거 선거대책본부 조직본부 경제살리기 특별위원회 위원장
- 2022.02 ~ 2022.04 국민의힘 제20대 대통령 선거 선거대책본부 조직본부 국가대통합위원회 공동위원장
- 2023.07 ~ 농협중앙회 사외이사

## 수상
- 1994년 : 대통령 표창
- 2010년 : 홍조근정 훈장
- 2017년 : 황조근정 훈장

## 역대 선거 결과
| 실시년도 | 선거      | 대수 | 직책 | 선거구      | 정당       | 득표수   | 득표율          | 순위 | 당락 | 비고     |
| -------- | --------- | ---- | ---- | ----------- | ---------- | -------- | --------------- | ---- | ---- | -------- |
| 2018년   | 지방 선거 | 21대 | 시장 | 경북 구미시 | 자유한국당 | 71,055표 | \| \| 38.69% \| | 2위  | 낙선 | 민선 7기 |
|          | 38.69%    |      |      |             |            |          |                 |      |      |          |

| 전임 박현출 | 제25대 농촌진흥청장 2013년 3월 18일 ~ 2016년 8월 17일 | 후임 정황근 |

| 전임 현명관 (직무대행)김영규 | 제35대 한국마사회 회장 2016년 12월 22일 ~ 2017년 12월 20일 | 후임 (직무대행)김영규 김낙순 |